# 科马西纳帮
科马西纳帮（義大利語：La Banda della Comasina）是媒体形容1970年代活跃的位于意大利米蘭北部科马西纳街区的一个犯罪团伙，他们进行抢劫、绑架，倒卖毒品和武器。头目是雷纳托·瓦兰扎斯卡。
此团伙最有名的犯罪行为是绑架一名米兰商人16岁的女儿Manuela Trapani。
雷纳托·瓦兰扎斯卡写的《罪恶之花》（Il fiore del male）一书描写了此团伙的历史。